# پیمان دریاچه میش
پیمان دریاچه میش (فرانسوی: Accord du lac Meech‎) نام مجموعه‌ای از متمم‌های پیشنهادی به قانون اساسی کانادا بود که در ۱۹۸۷ بین نخست‌وزیر برایان مالرونی و وزرای استانی دربارهٔ آن مذاکره شد. هدف از این متمم‌ها راضی‌کردن دولت محلی کبک برای پذیرفتن قانون اساسی ۱۹۸۲ به وسیله کاهش تمرکز قدرت در فدراسیون کانادا بود.